# Buzenval (stanice metra v Paříži)
Buzenval je nepřestupní stanice pařížského metra na lince 9 ve 20. obvodu v Paříži. Nachází se na křižovatce ulic Rue d'Avron a Rue de Buzenval.

## Historie
Stanice byla otevřena 10. prosince 1933 v rámci rozšíření linky ze stanice République do Porte de Montreuil.
V roce 2008 byla stanice kompletně zrekonstruována.

## Název
Jméno stanice je odvozeno od názvu ulice Rue de Buzenval. Buzenval je bývalá obec, dnes část města Rueil-Malmaison. U Buzenvalu proběhla v roce 1871 jedna z bitev při obléhání Paříže v prusko francouzské válce.

## Vstupy
Stanice má dva východy na Rue d'Avron u domů č. 28 a č. 35.